# Ambassade du Canada en Allemagne
L'ambassade du Canada en Allemagne est la représentation diplomatique du Canada en Allemagne. Ses bureaux sont situés au 17 Leipziger Platz, dans la capitale allemande Berlin.

## Mission
Cette ambassade est responsable des relations entre l'Allemagne et le Canada et offre des services aux Canadiens en sol allemand.
On retrouve également 3 consulats en Allemagne :
- Consulat du Canada à Düsseldorf ;
- Consulat du Canada à Munich ;
- Consulat du Canada à Stuttgart.

## Historique

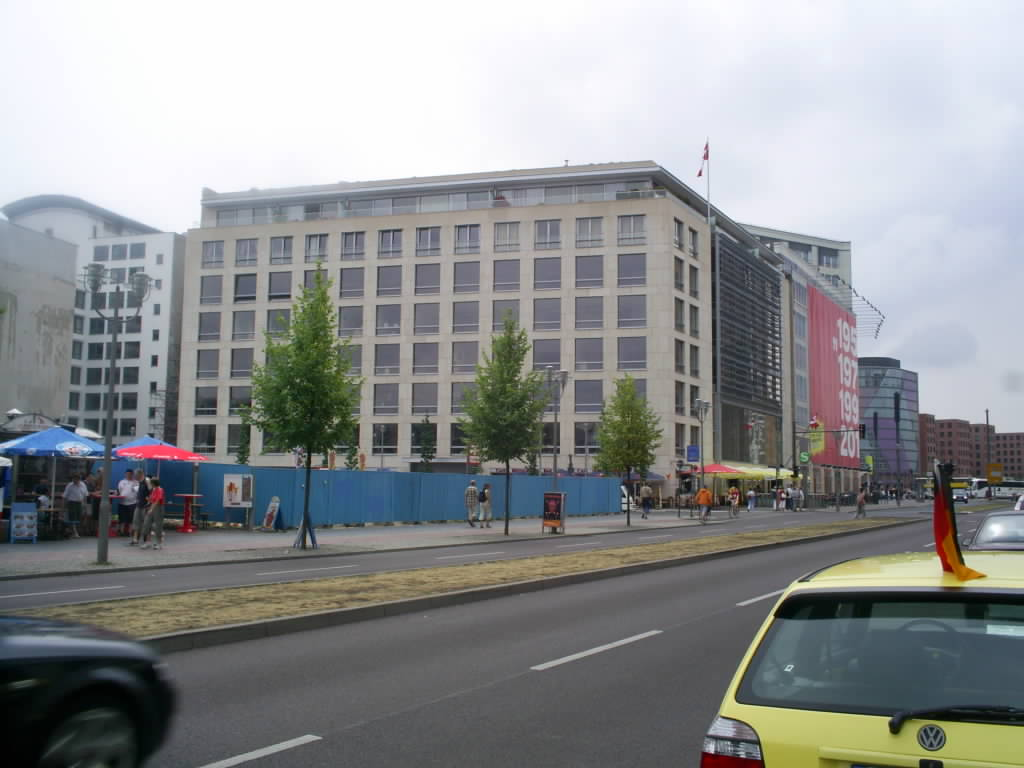
Ambassade du Canada en Allemagne.

Contrairement à d'autres pays occidentaux, le Canada ne possédait pas d'ambassade à Berlin entre 1871 et 1945 (il possédait toutefois un consulat). La première ambassade canadienne en Allemagne de l'Ouest était située à Bonn tandis que les relations diplomatiques avec l'Allemagne de l'Est se rattachaient à l'ambassade de Varsovie.
Le site de la Maison du Canada, Leipziger Platz, était autrefois une des places européennes les plus élégantes avant qu'elle soit endommagée durant la Seconde Guerre mondiale et plus tard détruite en préparation de la construction du mur de Berlin.
La conception de la nouvelle ambassade fait l'objet d'une compétition national. Un jury international sélectionne les plans proposés par la firme montréalaise Saucier + Perrotte Architectes. Toutefois, le ministre canadien des Affaires étrangères, Lloyd Axworthy, outrepasse la décision du jury et nomme une équipe dirigée par Kuwabara Payne McKenna Blumberg incluant d'autres firmes d'architecture situées dans la circonscription électorale d'Axworthy et du premier ministre Jean Chrétien. L'outrepassement de la décision du jury est vivement critiquée par plusieurs architectes au Canada, dans les médias et dans la presse consacrée à l'architecture, et est largement considérée comme une interférence gouvernementale motivée par des facteurs politiques.
La nouvelle chancellerie de dix étages est inaugurée en avril 2005 par la gouverneure générale Adrienne Clarkson. Le bâtiment est partagée entre les bureaux de l'ambassade faisant partie d'une zone sécurisée, d'un côté, ainsi qu'avec des locataires du secteur privé dans une zone publique. Environ 100 diplomates canadiens et employés travaillent à l'ambassade.
Elle est conçue par les architectes Kuwabara Payne McKenna Blumberg, Gagnon Letellier Cyr et Smith Carter Architects + Engineers. La presse allemande a fait l'éloge de son design pour son « ouverture », en partie en raison du passage permettant aux piétons de couper à travers la propriété pour se diriger vers la gare de Berlin Potsdamer Platz du métro de Berlin. Néanmoins, cette mesure est principalement le résultat de la réglementation locale.
Parmi les autres caractéristiques du bâtiment, on retrouve un toiture végétale recréant le delta du fleuve Mackenzie, un centre multimédia avec internet sans fil et des kiosques interactifs, un auditorium et un centre de conférences. Les matériaux utilisés incluent, à l'extérieur, du calcaire de Tyndall provenant du Manitoba, et à l'intérieur du sapin de Douglas provenant de la Colombie-Britannique, du granite noir et de l'érable provenant du Québec ainsi que du marbre Eramosa de l'Ontario. La plus grande pièce, le Timber Hall, est une salle polyvalente à vingt côtés avec un toit vitré. La salle des médias est nommée est l'honneur de Marshall McLuhan.

## Ambassadeurs
- 1951-1954 : Thomas Clayton Davis
- 1954-1958 : Charles Ritchie
- 1958-1962 : Escott Reid
- 1962-1966 : John Kennett Starnes
- 1966-1970 : Richard Plant Bower
- 1970-1975 : Gordon Gale Crean
- 1975-1980 : John Gelder Horler Halstead
- 1980-1983 : Klaus Goldschlag
- 1983-1987 : Donald Sutherland McPhail
- 1988-1992 : Thomas Delworth
- 1992-1996 : Paul Heinbecker
- 1996-2000 : Gaëtan Lavertu
- 2000-2004 : Marie Bernard-Meunier
- 2004-2008 : Paul Dubois
- 2008-2012 : Peter Boehm
- 2013-2017 : Marie Gervais-Vidricaire
- 2017-2022 : Stéphane Dion
- 2022-2023 : Isabelle Poupart (chargée d'affaires, intérim)
- 2023-2024 : John Horgan, mort en fonction
- depuis 2024 : Evelyne Coulombe (chargée d'affaires, intérim)